# Třída Emory S. Land
Třída Emory S. Land je třída mateřských lodí ponorek námořnictva Spojených států amerických. Celkem byly postaveny tři jednotky této třídy. Ve službě jsou od roku 1979. McKee byl vyřazen roku 1999. Jeho sesterská plavidla v roce 2023 zůstávala v aktivní službě. Mají částečně civilní posádku Military Sealift Command.

## Stavba
Celkem byly americkou loděnicí Lockheed Shipbuilding & Construction Company postaveny tři jednotky této třídy.
Jednotky třídy Emory S. Land:
| Jméno                     | Zahájení stavby | Spuštěna na vodu | Vstup do služby  | Status                                                          |
| ------------------------- | --------------- | ---------------- | ---------------- | --------------------------------------------------------------- |
| USS Emory S. Land (AS-39) | 2. března 1976  | 4. května 1977   | 7. července 1979 | Od 1. února 2008 provozována Military Sealift Command, aktivní. |
| USS Frank Cable (AS-40)   | 2. března 1976  | 14. ledna 1978   | 29. října 1979   | Od 1. února 2010 provozována Military Sealift Command, aktivní. |
| USS McKee (AS-41)         | 14. ledna 1978  | 16. února 1980   | 15. srpna 1981   | Vyřazena 1. října 1999.                                         |

## Konstrukce

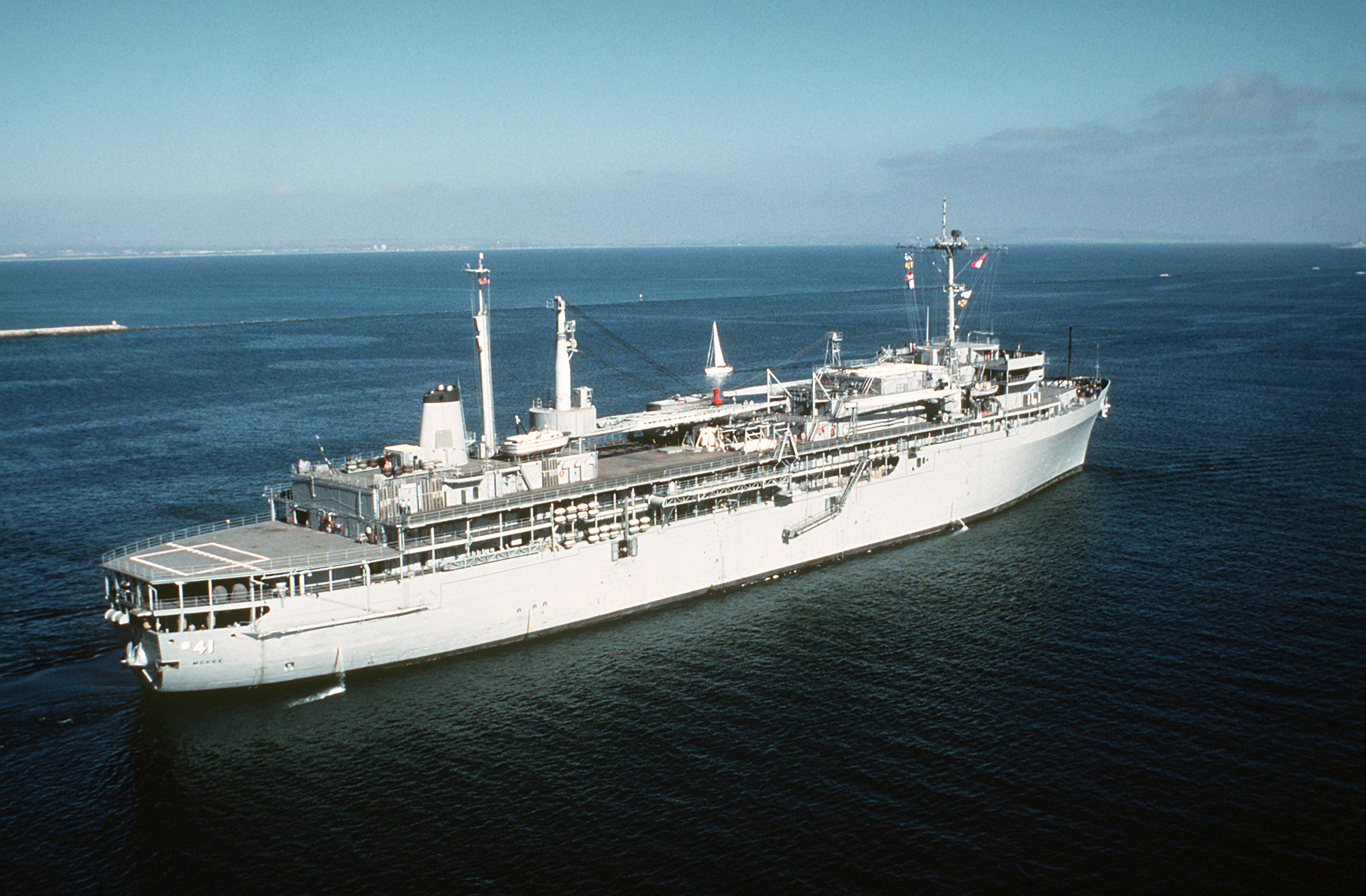
USS McKee (AS-41) v roce 1984

Plavidla jsou vyzbrojena čtyřmi 12,7mm kulomety. Pohonný systém tvoří dva kotle a dvě parní turbíny pohánějící jeden lodní šroub. Výkon pohonného systému měřený na hřídeli lodního šroubu činí v přepočtu 14,9 MW (20 000 shp). Nejvyšší rychlost dosahuje 20 uzlů.